# جزیره آمبون
جزیره آمبون (اندونزیایی: Pulau Ambon) یک جزیره از جزایر ملوک در اندونزی است.این جزیره کوهستانی ۷۷۵ کیلومترمربع مساحت دارد.
آمبون اصلی‌ترین و مهم‌ترین بندر جزیرهٔ آمبون و مرکز استان ملوک اندونزی است